# 尾山守重
尾山 守重（おやま もりしげ）は、戦国時代の武将。信濃小県郡の国衆である海野氏家臣。

## 経歴・人物
永禄10年（1567年）8月7日付けの武田氏に対する忠節を誓う起請文を生島足島神社に奉納した下之郷起請文において海野衆の一員として山県昌景に提出している。